# Polideportivo Ejido
Ne doit pas être confondu avec Club Deportivo El Ejido 2012.
Maillots
Le Polideportivo Ejido est un ancien club de football espagnol fondé en 1969, basé à El Ejido. Le club disparaît au cours de la saison 2011-2012 à la suite de gros problèmes financiers.

## Historique
- 1969 : fondation du club
- 2001 : promotion en deuxième division (Segunda División)
- 2007 : l'équipe se classe 11e de Segunda División, ce qui constitue sa meilleure performance dans ce championnat
- 2008 : relégation en troisième division (Segunda División B)
- 2009 : le club atteint les 8e de finales de la Copa del Rey, ce qui constitue son meilleur résultat dans cette compétition
- 2012 : faillite, et disparition du club

## Palmarès
- Champion de Tercera Division (D4) : 1996, 2000

## Bilan saison par saison
| Saison    | Division             | Place | Copa del Rey  |
| --------- | -------------------- | ----- | ------------- |
| 1969-1987 | Divisions régionales | —     |               |
| 1987-1988 | Tercera División     | 3e    |               |
| 1988-1989 | Tercera División     | 7e    |               |
| 1989-1990 | Tercera División     | 3e    |               |
| 1990-1991 | Tercera División     | 2e    | 2e tour       |
| 1991-1992 | Segunda División B   | 5e    | 2e tour       |
| 1992-1993 | Segunda División B   | 14e   | 3e tour       |
| 1993-1994 | Segunda División B   | 17e   | 5e tour       |
| 1994-1995 | Tercera División     | 3e    | 1er tour      |
| 1995-1996 | Tercera División     | 1er   |               |
| 1996-1997 | Segunda División B   | 17e   | 2e tour       |
| 1997-1998 | Tercera División     | 2e    |               |
| 1998-1999 | Tercera División     | 2e    |               |
| 1999-2000 | Tercera División     | 1er   |               |
| 2000-2001 | Segunda División B   | 2e    | 32e de finale |
| 2001-2002 | Segunda División     | 18e   | 32e de finale |
| 2002-2003 | Segunda División     | 13e   | 32e de finale |
| 2003-2004 | Segunda División     | 18e   | 32e de finale |
| 2004-2005 | Segunda División     | 13e   | 32e de finale |
| 2005-2006 | Segunda División     | 15e   | 1er tour      |
| 2006-2007 | Segunda División     | 11e   | 3e tour       |
| 2007-2008 | Segunda División     | 22e   | 2e tour       |
| 2008-2009 | Segunda División B   | 3e    | 8e de finale  |
| 2009-2010 | Segunda División B   | 4e    | 3e tour       |
| 2010-2011 | Segunda División B   | 14e   | 16e de finale |
| 2011-2012 | Segunda División B   |       |               |

- 7 saisons en Segunda División
- 9 saisons en Segunda División B
- 9 saisons en Tercera División
- 18 saisons en Divisions régionales